# Scarlett Johansson Falling Down
Scarlett Johansson Falling Down (englisch für „Scarlett Johansson fällt hin“) ist eine Farbfotografie, die am 23. Oktober 2012 im schottischen Glasgow entstand. Sie zeigt die Schauspielerin Scarlett Johansson, wie sie auf einem Gehweg hinfällt. Der Sturz war inszeniert und Teil eines verdeckten Drehs für den Film Under the Skin.
Das Foto eines Paparazzos erschien kurz nach seiner Entstehung auf mehreren Websites. Etwa ein Jahr später entwickelte es sich zu einem Internetphänomen, nachdem es bei Reddit gepostet worden war. Die hinfallende Johansson wurde in zahlreichen Memes verarbeitet.

## Beschreibung
Das Foto zeigt, wie Scarlett Johansson auf einen Gehweg fällt. Während ihre Beine bereits angewinkelt auf dem Weg liegen, fällt sie mit ihrem Oberkörper noch voran. Dabei hat sie beide Hände ausgestreckt. Johansson trägt eine braune Kunstpelzjacke, Jeans und schwarze Stiefel. Ihr Haar ist schwarz, ihre Haut ist blass und ihr Mund ist mit rotem Lippenstift geschminkt. Im Hintergrund läuft ein Mensch, dessen Oberkörper durch den Bildausschnitt abgeschnitten ist. In einem Hauseingang steht eine weitere Person, von der nur die Schuhe zu sehen sind. 

## Entstehung und Veröffentlichung
Die Dreharbeiten für Jonathan Glazers Film Under the Skin hatten im Oktober 2011 begonnen. In dem Film spielt Scarlett Johansson ein Wesen in Frauengestalt, das Männer verführt und dabei ihrer Lebenskraft beraubt. Ein Jahr nach Drehbeginn fanden in Glasgow Nachdrehs statt. Das Foto entstand bei einem Dreh am 23. Oktober 2012. Wie viele Teile des Films wurde auch die Szene, in der Johansson stürzt, mit versteckten Kameras gedreht, um authentische Reaktionen der Passanten zu erhalten. Wie Johansson in einer späteren Pressekonferenz berichtete, waren die Reaktionen der Passanten bei den mehreren Versuchen höchst unterschiedlich. So ignorierten manche sie, andere machten Fotos von ihr und einige waren um sie besorgt und halfen ihr. Laut Regisseur Glazer wurden die Dreharbeiten von Paparazzi verfolgt und fotografiert.
Am folgenden Tag erschienen Aufnahmen des Drehs auf der Promi-Website Just Jared. Gezeigt wurden Fotografien verschiedener Stürze, darunter auch Aufnahmen von Probestürzen auf eine Decke. Auch andere Websites zeigten Fotos. Dabei wurden sie als Teil des Drehs für Under the Skin kenntlich gemacht.

## Nachwirkung
Ein Jahr nach seiner Veröffentlichung erhielt das Foto Scarlett Johansson Falling Down große Aufmerksamkeit im Internet. Am 28. September 2013 wurde es auf der Website Reddit in dem Subreddit photoshopbattles gepostet. Dort organisieren Nutzer Wettbewerbe, bei denen sie Fotos mit Bildbearbeitungsprogrammen wie Photoshop zu Memes verarbeiten. Der Thread mit dem Foto von Johansson war sehr beliebt; es entstanden zahlreiche Verfremdungen. Von Reddit aus sprang das Phänomen auch auf andere Teile des Internets über. Bereits Anfang Oktober wurde Scarlett Johansson Falling Down von BuzzFeed zum „besten neuen Meme seit Jahren“ erklärt.
Die Memes folgen einem klassischen Schema, bei dem bekannte oder virale Fotografien bearbeitet und mit anderen Fotos verbunden werden. So wurde die fallende Johansson beispielsweise in einen DJ verwandelt, ritt auf einem Delfin oder trat in Michael Jacksons Thriller-Video auf. Außerdem wurde sie auch mit anderen bekannten Memes verbunden, darunter die Nyan Cat und Doge. Die meisten Memes bezogen sich dabei nicht auf Scarlett Johansson als Person; ihr Ziel war stattdessen allein die Erzeugung von Komik.